# Pilosella praealta
Pilosella praealta — вид рослин з родини айстрових (Asteraceae), поширений у Європі.

## Поширення

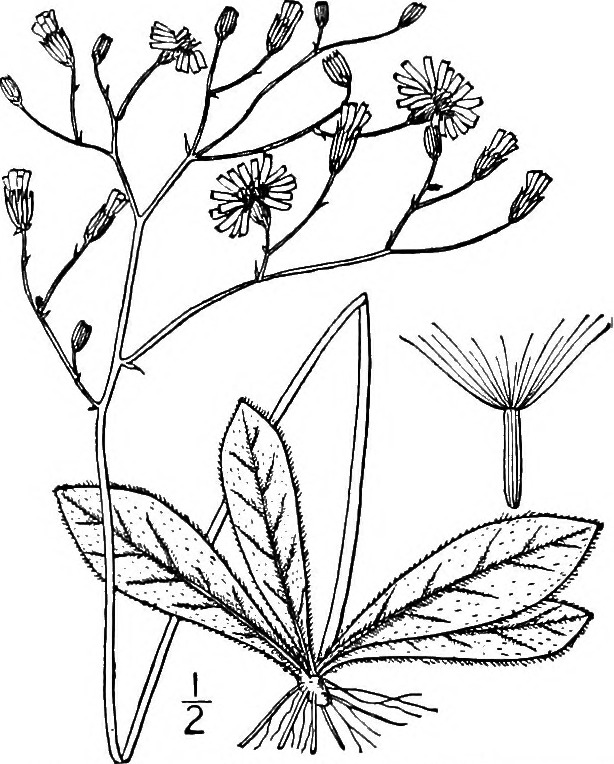
ілюстрація

Поширений у Європі.